# Koextrusion
In der Extrusionstechnik steht Koextrusion für das Zusammenführen von artgleichen oder fremdartigen Kunststoffschmelzen vor dem Verlassen der Profildüse.

## Einstufige Verfahren
Beim Einstufenprozess, auch Direktextrusion genannt, werden z. B. die Holzpartikel und das Kunststoffgranulat für Wood-Plastic-Composites am selben Ort zur selben Zeit dem Extruder zugeführt. Für Einstufenprozesse werden meist konische, gegenläufige Doppelschneckenextruder eingesetzt, die die Aufgabe des intensiven Mischens und eines erforderlichen Druckaufbaus für das Extrudieren gleichzeitig erfüllen.

## Zweistufige Verfahren
Im zweistufigen Extrusionsprozess werden Kunststoffgranulat und Holzpartikel in parallelen Doppelschneckenextrudern (Compoundern), Heiz-Kühl-Mischern oder Pelletierpressen zuerst gemischt und kompaktiert. Die eigentliche Extrusion findet dann in einem anderen, direkt gekoppelten oder räumlich und zeitlich getrennten Aggregat statt. Die im zweistufigen Verfahren erzeugten WPC-Zwischenprodukte können neben der Extrusion auch im Spritzguss, Rotationsguss oder in der Plattenpresstechnik eingesetzt werden.

## Verbunde
Die so hergestellten Mehrschicht-Verbund-Platten werden wie folgt unterteilt:
- Artgleiche Verbunde: z. B. Acrylglas mit Acrylglas
- Fremdverbunde ohne Haftvermittler: z. B. ABS / Acryl
- Fremdverbunde mit Haftvermittler: z. B. ABS / Polymer / Acryl

## Sonstiges
Auch im Privathaushalt findet man ein Beispiel für Koextrusion: Zahnpasta mit bunten Streifen. Beide Pasten werden gemeinsam durch eine Düse extrudiert.
Auch Coex-Folien, das sind spezielle Kunststofffolien, werden im Koextrusionsverfahren hergestellt.